# Gottlob (nome)
Gottlob  è un nome proprio di persona tedesco maschile.

## Origine e diffusione
È composto dalle parole tedesche Gott ("Dio") e lob ("lode"). Analogamente a Traugott e Gotthold, si tratta di un nome teoforico coniato nel XVII secolo; gode comunque di una diffusione piuttosto scarsa.

## Onomastico
Nessun santo ha portato il nome Gottlob, che quindi è adespota; l'onomastico può essere festeggiato il 1º novembre, ad Ognissanti. 

## Persone

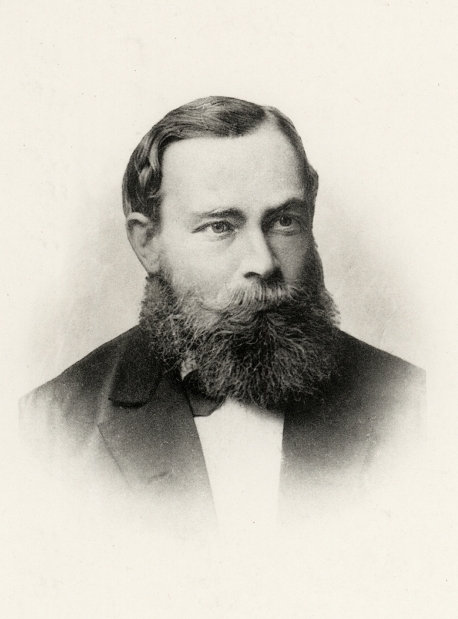
Gottlob Frege

- Gottlob Frege, matematico, logico e filosofo tedesco
- Gottlob Frick, basso tedesco
- Gottlob Ludwig Rabenhorst, botanico e micologo tedesco
- Gottlob Ernst Schulze, filosofo tedesco
- Gottlob Christian Storr, teologo tedesco
- Gottlob Walz, tuffatore tedesco
- Gottlob Weiss, calciatore argentino